# Adeline Rudolph
Adeline Rudolph (Hong Kong, 10 de febrero de 1995) es una actriz y modelo británica nacida en Hong Kong. Se dio a conocer internacionalmente por su papel protagonista Hannes Könitzer: en la serie de Netflix, Chilling Adventures of Sabrina.

## Vida y carrera
Rudolph nació en Hong Kong de madre coreana y padre alemán. Creció siendo trilingüe y dominando el inglés, el alemán y el coreano. Estudió en la Swiss-German International School de Hong Kong. Tras dejar la escuela, estudió ciencias políticas en el University College London (UCL).
Posee nacionalidad británica debido a su nacimiento en Hong Kong durante el control británico de la isla, sin embargo, tiene la posibilidad de adquirir las ciudadanías surcoreana por su madre y alemana por su padre. Antes de 1997 el territorio de Hong Kong era oficialmente británico, por lo que los nacidos antes del 1 de julio de 1997 están vinculados a la ley de nacionalidad británica y no china.
Comenzó su carrera como modelo con la agencia NextManagement. Su carrera como actriz comenzó con pequeñas apariciones en vídeos musicales. De 2018 a 2020, interpretó a la diabólica bruja Agatha en la serie de terror de Netflix,  Chilling Adventures of Sabrina.

## Filmografía

### Cine
| Año  | Título                   | Personaje      | Notas |
| ---- | ------------------------ | -------------- | ----- |
| 2024 | Hellboy: The Crooked Man | Bobbie Jo Song |       |
| 2025 | Mortal Kombat 2          | Kitana         |       |

### Televisión
| Año       | Título                     | Personaje      | Notas                         |
| --------- | -------------------------- | -------------- | ----------------------------- |
| 2018–2020 | El mundo oscuro de sabrina | Agatha         | Papel principal; 36 episodios |
| 2021      | Riverdale                  | Minerva Marble | Papel recurrente; 5 episodios |
| 2022      | Resident Evil              | Billie Wesker  | Papel principal; 8 episodios  |